# تحلیل سناریو
تحلیل فرانامه‌ای یا تحلیل سناریو به فرایند تجزیه و تحلیل وقایع آتی اطلاق می‌گردد، که قابلیت در نظر گرفتن نتایج احتمالی جایگزین را دارا می‌باشد.